# Plettenbergbaai
Plettenbergbaai este un oraș din Provincia Western Cape, Africa de Sud.